# Ammendante
Gli ammendanti consistono in diverse sostanze, sia di origine naturale sia di origine sintetica, minerali e organiche, in grado di modificare e potenziare le caratteristiche chimiche, fisiche, biologiche e meccaniche di un terreno. Il loro impiego principale è quello di migliorare la struttura del terreno e mantenere la fertilità biologica del suolo.
In un terreno sciolto l'apporto di sostanza organica (s.o.), fornita con una letamazione, con un sovescio, con la sansa o interrando i residui della coltura precedente, permette di ridurne i difetti quali la scarsa ritenzione di acqua e nutrienti. Anche le argille presenti in sospensione nelle acque torbide possono fungere da ammendanti; per utilizzarle occorre farle precipitare, fermando le acque dopo che queste abbiano sommerso l'appezzamento.
Nel caso si utilizzino ammendanti in un terreno pesante, compatto, essi vanno a migliorare la struttura.
Il prodotto ideale risulta essere il letame mediamente maturo. L'aggiunta di sabbia è estremamente onerosa, a causa delle ingenti quantità necessarie a permettere di osservare un apprezzabile miglioramento. Risulta praticabile unicamente nell'orticoltura di pregio e nella preparazione dei tappeti erbosi, più che altro negli stadi.
Anche una "calcitazione", nel caso che il terreno sia carente di calcio, può avere un effetto ammendante, grazie alla coagulazione dei colloidi argillosi che essa provoca. L'effetto è però apprezzabile solo dopo 2-3 anni. L'obiettivo deve essere quello di riportare il pH a 7.
Esistono sul mercato ammendanti sintetici che vanno a simulare l'azione dei polimeri organici, presentando però una maggiore resistenza agli attacchi da parte dei microrganismi. Tra questi si possono citare il Krilium, il VAMA (acido vinilacetatomaleico), il BMA. Funzionano bene, ma sono eccessivamente costosi. Il Flotal, a base di sali ferrici, è costoso e ne occorrono dosi elevate.